# Ricardo Velezmoro
Ricardo Casimiro Velezmoro Ruiz (Lambayeque, 4 de marzo de 1945) es un ingeniero agrónomo y político peruano. Miembro del partido Alianza para el Progreso, ha sido tres veces elegido alcalde de la provincia de Lambayeque.

## Biografía
Nació en el distrito de Lambayeque el 4 de marzo de 1945. Hizo sus estudios primarios en el Colegio Nacional 27 de diciembre (EX 211), y los secundarios en el Centro Educativo Nacional Juan Manuel Iturregui.  
Entre 1963 y 1968 hizo sus estudios en Agronomía en la Universidad Nacional Agraria del Norte y luego hizo una maestría en Administración en la Universidad Inca Garcilaso de la Vega en Lima. Ha laborado como Gerente General de las Cooperativas Agrícolas La Papaya Ltda. de Bagua (1973-1974), San Juan Ltda. de Pacanga (1974-1985), Capote de Picsi (1985-1991) y La Libertad de Picsi (1991-1993).
En el año 1992 postula a la alcaldía provincial de Lambayeque y es electo Alcalde por el Partido Acción Popular para el periodo 1993-1995, siendo reelectos para el períodos 1996-1998 por Acción Popular y 1999-2002 por la agrupación Vamos Vecino. 
Entre abril de 2003 a junio de 2007 labora como Supervisor del Gobierno Regional de Lambayeque y de julio de 2007 al 2010 fue Presidente del Directorio de la Empresa Prestadora de Servicios EPSEL S.A. de Chiclayo.
En enero del 2014 anuncia su nueva postulación a la reelección como alcalde de Lambayeque, representante del Partido Alianza para el Progreso, siendo favorito en las encuestas.
El 5 de octubre fue elegido nuevamente alcalde de Lambayeque para el periodo 2015-2018 por gran diferencia de votos dejando atrás al partido aprista peruano